# گستره آزادی، امنیت و دادگری
گستره آزادی، امنیت و عدالت (به انگلیسی: Area of Freedom, Security and Justice یا به‌اختصار AFSJ) یکی از حوزه‌های سیاست‌گذاری کلیدی در اتحادیه اروپا است که با هدف تضمین جابجایی آزاد افراد، حفظ امنیت داخلی و اجرای عدالت در گستره فراملی شکل گرفته است. این حوزه همکاری میان کشورهای عضو را در زمینه‌هایی چون بازرسی و پایش مرزهای داخلی و خارجی، مهاجرت، پناهندگی، مبارزه با جرایم سازمان‌یافته و تروریسم، همچنین پشتیبانی از حقوق اساسی شهروندان اروپایی و گسترش همکاری‌های پلیسی و قضایی در بر می‌گیرد. با برداشته شدن کنترل‌های مرزی میان بسیاری از کشورهای عضو اتحادیه (به‌ویژه در چارچوب ناحیه شنگن)، نیاز به سازوکارهای مشترک در زمینه امنیت و عدالت افزایش یافت و زمینه شکل‌گیری گستره آزادی، امنیت و عدالت را فراهم آورد. برخی از ابتکارات و نهادهای برجسته در این حوزه دربردارنده دستور بازداشت اروپایی، آژانس فرانتکس (مرزبانی و گارد ساحلی اروپا) و سیاست‌های یکپارچه پناهندگی و ویزا هستند.

## گستره فعالیت
حوزهٔ آزادی، امنیت و عدالت، دامنه‌ای گسترده از سیاست‌های داخلی اتحادیه اروپا را در بر می‌گیرد که با هدف ایجاد فضایی مشترک بدون کنترل‌های مرزی داخلی و در عین حال تضمین امنیت و عدالت، تنظیم شده‌اند. این حوزه، اختیارات و فعالیت‌هایی را در زمینه‌های زیر شامل می‌شود:
- سیاست‌های مهاجرت و پناهندگی؛ تدوین مقررات یکپارچه برای ورود، اقامت و رسیدگی به درخواست‌های پناهجویی.
- همکاری قضایی در امور مدنی و کیفری؛ شامل شناسایی متقابل احکام قضایی، هماهنگی در قوانین کیفری و حقوق خصوصی بین‌الملل.
- همکاری پلیسی فراملی؛ مانند تبادل اطلاعات، عملیات مشترک و تقویت یوراپول (آژانس پلیس اروپا).
- مدیریت مرزهای خارجی اتحادیه؛ از جمله فعالیت‌های آژانس فرانتکس برای مرزبانی و گارد ساحلی.
- حفظ حقوق اساسی؛ از جمله حفاظت از حریم خصوصی، حمایت از اقلیت‌ها و مبارزه با تبعیض.
- صدور و هماهنگ‌سازی ویزای شنگن برای کشورهای عضو ناحیهٔ شنگن.

این حوزه نه‌تنها بر سیاست‌های داخلی اتحادیه تأثیر می‌گذارد، بلکه در روابط خارجی آن با کشورهای ثالث، به‌ویژه در زمینه مهاجرت و امنیت مرزی نیز نقشی مهم ایفا می‌کند.